# Bite Maker – Omega of the King
Bite Maker – Omega of the King (jap. Bite Maker―王様のΩ― Bite Maker: О̄sama no Omega) ist eine Manga-Serie von Miwako Sugiyama, die von 2018 bis 2022 in Japan erschien. Die Geschichte spielt in der Zukunft im Omegaverse, wo Menschen als Alpha, Beta oder Omega geboren werden und entsprechend dieser genetischen Eigenschaften von den jeweils anderen Gruppen begehrt werden. Der Manga folgt einem besonders begehrten Alpha und einer von ihm präferierten Omega und wurde ins Deutsche und Englische übersetzt. 

## Inhalt
Nobunaga wurde als Alpha geboren und wird daher von allen begehrt. Er ist intelligent, schön und übt durch seine Pheromone eine große Anziehungskraft auf viele Menschen in seiner Umgebung aus, die Betas sind. Doch bisher konnte ihn niemand befriedigen und er ist weiter auf der Suche nach der perfekten Partnerin. Die Beta verachtet er, weil sie ihn so bewundern oder gar völlig seinen Pheromonen verfallen, aber nicht zufrieden stellen können. Dann trifft er die hübsche Noel, einer Omega, die eigentlich ein ruhiges Leben führen will. Beide merken schnell, dass sie durch ihre Rollen perfekt zusammen passen. Denn als Omega ist Noel nicht so leicht von den Alpha zu beeinflussen. Doch sie liebt eigentlich ihren Sandkastenfreund Hiro und will sich daher nicht auf jemand anderen einlassen.

## Veröffentlichung
Die Serie erschien von Oktober 2018 bis Dezember 2022 im Magazin &Flower bei Shogakukan. Der Verlag brachte die Kapitel auch gesammelt in elf Bänden heraus. Der erste dieser Bände gelangte in die japanischen Manga-Verkaufscharts mit über 30.000 Verkäufen in den ersten beiden Wochen nach Veröffentlichung. Eine deutsche Übersetzung von Lina Ballhus wurde von Tokyopop herausgegeben. Der erste Band erschien im April 2020, der letzte im November 2023. Eine englische Fassung wurde von Seven Seas Entertainment veröffentlicht.